# بالاخان‌کندی
بالاخان کندی یک منطقهٔ مسکونی در ایران است که در استان اردبیل واقع شده‌است. براساس سرشماری مرکز آمار ایران در سال ۱۳۹۵، بالاخان کندی ۴۵ نفر جمعیت دارد.